# 海罂粟
海罂粟（学名：Glaucium fimbrilligerum）为罂粟科海罂粟属下的一个种。

## 扩展阅读
- 維基物種上的相關：海罂粟